# Li Shufu
Li Shufu (kinesisk: 李书福, pinyin: Lǐ Shūfú, født i 1963 i Taizhou, Zhejiang i provinsen Zhejiang i Folkerepublikken Kina) er en kinesisk forretningsmand.
Han er hovedejer af Zhejiang Geely-koncernen, en kinesisk bilproducent. Han er også medlem af Kinas kommunistiske parti og repræsentant i Det kinesiske folks politisk rådgivende konference.
Han begyndte sin virksomhed i 1986 som chef for en fabrik som producere dele til køleskabe. I 1995 blev han leder for Zhejiang Geely Holding Group og har været det siden da. Forbes regner ham som en af Kinas rigeste personer.
Efter Geelykoncernens køb af Volvo Cars i 2010 er Li Shufu også bestyrelsesformand for selskabet.